# Kento Shimoyama
Kento Shimoyama (下山 健人 Shimoyama Kento?) es un guionista japonés nacido en Tokio. Se ha desempeñado como escritor principal de series como Bleach, Naruto: Shippūden, Servant × Service y Kimi to Boku no Saigo no Senjō, Arui wa Sekai ga Hajimaru Seisen entre otras.

## Trayectoria
Debutó en 2004 con el anime televisivo Nintama Rantarō. Desde entonces, ha trabajado principalmente en series de anime para televisión y producciones de tokusatsu. Es discípulo de Yoshio Urasawa, y en sus primeros años participó con frecuencia en proyectos encabezados por Urasawa y su compañero, Akatsuki Yamatoya.
Desde 2008, asumió el rol de composición de la serie para el anime Bleach.
En la franquicia Super Sentai, fue presentado por Yasuko Kobayashi y encargado del DVD especial de Samurai Sentai Shinkenger. Al año siguiente, comenzó a trabajar en la serie de televisión con Tensō Sentai Goseiger. Posteriormente, en Shuriken Sentai Ninninger, asumió por primera vez el rol de guionista principal.

## Vida personal
Shimoyama comenzó su carrera como discípulo de Yoshio Urasawa, quien era compañero de trabajo de su padre. Según se relata, fue durante una fiesta de fin de año cuando se decidió que Shimoyama se convertiría en su aprendiz. Urasawa adoptó un estilo práctico de enseñanza, prefiriendo introducir a Shimoyama directamente en los proyectos. Primero le hizo escribir varios episodios de las series que supervisaba, y una vez que demostró su habilidad, lo asignó a otros programas o lo recomendó a proyectos de conocidos.
Aunque no ha revelado su edad, se sabe que es el más joven entre los guionistas del equipo de Gintama. En entrevistas, Shimoyama ha mencionado que pertenece a la generación de Dragon Ball y que durante su infancia no se emitían series de Kamen Rider.
Tuvo una estrecha relación con guionistas como Yasuko Kobayashi, Michiko Yokote y Mamiko Ikeda, con quienes formó un grupo de compañeros de bebida por un tiempo. Fue durante ese período que surgió su participación en la franquicia Super Sentai.
Shimoyama ha trabajado frecuentemente en episodios que presentan colaboraciones entre héroes o el regreso de personajes clásicos, como en las series Super Sentai VS y otras producciones especiales. En Kaizoku Sentai Gokaiger, recibió instrucciones del productor Takaaki Utsunomiya para evitar involucrar demasiado sus emociones al escribir sobre héroes del pasado. Esto le ayudó a encontrar un equilibrio adecuado entre destacar tanto a los héroes invitados como a los protagonistas actuales.
Además, es un entusiasta del ferrocarril, especialmente de los trenes bala (shinkansen), y utilizó su conocimiento en este tema en la serie Shinkansen Henkei Robo Shinkalion. Su pasión por los mapas antiguos, los castillos y las formaciones geográficas también influyó en la creación del personaje Tsunaki Daimonyama de esa misma serie.

## Trabajos

### Anime

#### Series de televisión
| Año  | Anime                                                            | Estudio                         | Funciones                                                                                             | Refs.  |
| ---- | ---------------------------------------------------------------- | ------------------------------- | --- | ------ |
| 1993 | Nintama Rantarō                                                  | Ajia-do Animation Works         | Guionista (#1016, 1021, 1068, 1082, 1147-1148, 1429)                                                  | [ 6 ]  |
| 2004 | Bōken Ō Beet                                                     | Toei Animation                  | Guionista (#13, 16, 23, 29, 34, 42, 44, 50)                                                           | [ 7 ]  |
| 2004 | Bleach                                                           | Pierrot                         | Composición de la serie (#317-366) Guionista (68 episodios)                                           | [ 2 ]  |
| 2004 | Yakitate!! Japan                                                 | Sunrise                         | Guionista (#6, 16, 26, 30, 37-38, 43, 47-48, 56, 64, 68)                                              | [ 8 ]  |
| 2005 | Bōken Ō Beet Excellion                                           | Toei Animation                  | Guionista (#5, 9, 12, 19)                                                                             | [ 9 ]  |
| 2006 | Gintama                                                          | Sunrise                         | Guionista (43 episodios)                                                                              | [ 10 ] |
| 2006 | Demashita! Powerpuff Girls Z                                     | Toei Animation                  | Guionista (#15, 25, 29, 33-34, 42)                                                                    | [ 11 ] |
| 2006 | Busō Renkin                                                      | Xebec                           | Guionista (#4-5, 9, 13, 19, 23-24)                                                                    | [ 12 ] |
| 2006 | Jinzō Konchū Kabutoborg VxV                                      | G&G Entertainment G&G Direction | Guionista (#6, 18, 21, 26, 31, 43, 47)                                                                | [ 13 ] |
| 2007 | Naruto: Shippūden                                                | Pierrot                         | Composición de la serie (#494-500) Guionista (#494-500)                                               | [ 14 ] |
| 2007 | Robby to Kerobby                                                 | A-1 Pictures                    | Guionista (#11-12, 14, 17, 23, 27, 34, 41, 43, 49, 52)                                                | [ 15 ] |
| 2007 | Blue Dragon                                                      | Pierrot                         | Guionista (#13, 20, 27-28, 31, 39, 43, 48)                                                            | [ 16 ] |
| 2008 | To Love-Ru                                                       | Xebec                           | Guionista (#5, 8, 12)                                                                                 | [ 17 ] |
| 2009 | Senjō no Valkyria                                                | A-1 Pictures                    | Guionista (#4-5, 9, 15, 20-21, 25)                                                                    | [ 18 ] |
| 2011 | Gintama'                                                         | Sunrise                         | Guionista (#4, 16, 18, 23, 30-36, 37, 44, 48, 51)                                                     | [ 19 ] |
| 2012 | Naruto SD: Rock Lee no Seishun Full-Power Ninden                 | Pierrot                         | Composición de la serie Guionista (#1-3, 6-7, 11-12, 14, 16, 18-19, 22, 26-29, 34, 39-40, 43, 46, 51) | [ 20 ] |
| 2012 | Binbōgami ga!                                                    | Sunrise                         | Composición de la serie Guionista (#1-13)                                                             | [ 21 ] |
| 2012 | Gintama': Enchōsen                                               | Sunrise                         | Guionista (#6-7, 12)                                                                                  | [ 22 ] |
| 2013 | Hataraku Maō-sama!                                               | White Fox                       | Guionista (#3, 7, 9)                                                                                  | [ 23 ] |
| 2013 | Servant × Service                                                | A-1 Pictures                    | Composición de la serie Guionista (#1-13)                                                             | [ 24 ] |
| 2014 | Hero Bank                                                        | TMS Entertainment               | Guionista (#6, 11, 17-18, 26, 31, 35, 41, 45)                                                         | [ 25 ] |
| 2014 | No Game No Life                                                  | Madhouse                        | Guionista (#6, 10-11)                                                                                 | [ 26 ] |
| 2014 | Girlfriend (Kari)                                                | Silver Link                     | Guionista (#2, 6)                                                                                     | [ 27 ] |
| 2015 | Ore ga Ojō-sama Gakkō ni "Shomin Sample" Toshite Rachirareta Ken | Silver Link                     | Composición de la serie Guionista (#1-12)                                                             | [ 28 ] |
| 2015 | Tai-Madō Gakuen 35 Shiken Shōtai                                 | Silver Link                     | Composición de la serie Guionista (#1-4, 9-12)                                                        | [ 29 ] |
| 2016 | Shōnen Ashibe: Go! Go! Goma-chan                                 | Bridge Husio Studio             | Guionista (#7-8, 16, 19-20, 28-29)                                                                    | [ 30 ] |
| 2017 | Masamune-kun no Revenge                                          | Silver Link                     | Guionista (#3-4, 7-9, 11)                                                                             | [ 31 ] |
| 2017 | Busō Shōjo Machiavellism                                         | Silver Link Connect             | Composición de la serie Guionista (#1-3, 8, 12)                                                       | [ 32 ] |
| 2018 | Shinkansen Henkei Robo Shinkalion The Animation                  | OLM                             | Composición de la serie Guionista (#1-6, 8-9, 11-13, 18-19, 24, 28-29, 34-50, 53-56, 58-76)           | [ 33 ] |
| 2018 | Death March Kara Hajimaru Isekai Kyōsōkyoku                      | Silver Link Connect             | Composición de la serie Guionista (#1-12)                                                             | [ 34 ] |
| 2018 | Tsukumogami Kashimasu                                            | Telecom Animation Film          | Composición de la serie Guionista (#1-4, 7, 9, 11-12)                                                 | [ 35 ] |
| 2019 | Nakanohito Genome [Jikkyōchū]                                    | Silver Link                     | Composición de la serie Guionista (#1-3, 6, 11-12)                                                    | [ 36 ] |
| 2020 | Kimi to Boku no Saigo no Senjō, Arui wa Sekai ga Hajimaru Seisen | Silver Link                     | Composición de la serie Guionista (#1-12)                                                             | [ 37 ] |
| 2021 | Deep Insanity: The Lost Child                                    | Silver Link                     | Composición de la serie Guionista (#1-12)                                                             | [ 38 ] |
| 2022 | Shenmue the Animation                                            | Telecom Animation Film          | Composición de la serie Guionista (#1-13)                                                             | [ 39 ] |
| 2022 | Shijō Saikyō no Daimaō, Murabito A ni Tensei Suru                | Silver Link Blade               | Guionista (#5, 9-10, 12)                                                                              | [ 40 ] |
| 2023 | Masamune-kun no Revenge R                                        | Silver Link                     | Guionista (#4-5, 7-8)                                                                                 | [ 41 ] |
| 2024 | Yozakura-san Chi no Daisakusen                                   | Silver Link                     | Guionista (#7-9, 13-16, 25-27)                                                                        | [ 42 ] |

#### Películas
| Año  | Anime                                                                 | Estudio               | Funciones | Refs.  |
| ---- | --------------------------------------------------------------------- | --------------------- | --------- | ------ |
| 2018 | Kaijū Girls Kuro: Ultra Kaijū Gijinka Keikaku                         | Yumeta Company        | Guionista | [ 43 ] |
| 2019 | Shinkansen Henkei Robo Shinkalion: Mirai kara Kita Shinsoku no ALFA-X | OLM                   | Guionista | [ 44 ] |
| 2023 | Gintama on Theater 2D: Baragaki-hen                                   | Bandai Namco Pictures | Guionista | [ 45 ] |
| 2024 | Gintama on Theater 2D: Ikkoku Keisei-hen                              | Bandai Namco Pictures | Guionista | [ 46 ] |

#### ONAs
| Año  | Anime          | Estudio                          | Funciones          | Refs. |
| ---- | -------------- | -------------------------------- | ------------------ | ----- |
| 2023 | Ultraman Final | Production I.G Sola Digital Arts | Guionista (#20-31) |       |

#### OVAs
| Año  | Anime                                            | Estudio     | Funciones                         | Refs.  |
| ---- | ------------------------------------------------ | ----------- | --------------------------------- | ------ |
| 2020 | Nakanohito Genome [Jikkyōchū]: Knots of Memories | Silver Link | Composición de la serie Guionista | [ 47 ] |

### Manga
- Tokyo Wonder Boys (トーキョー ワンダー ボーイズ Tōkyō Wandā Bōizu?) (ilustrado por Tsunehiro Date; 2014) (serializada en Shōnen Jump)[48]

### Acción real

#### Series de televisión[49]
- Tensō Sentai Goseiger (Eps. 20, 25-26, 41, 44; 2010-2011)
- Kaizoku Sentai Gokaiger (Eps. 10, 21, 31-32, 37-38; 2011-2012)
- Tokumei Sentai Go-Busters (Eps. 11, 19, 26, 31-32, 35-36; 2012-2013)
- Shuriken Sentai Ninninger (Eps. 1-15, 17, 19-24, 27-32, 34-37, 40-42; 2015-2016)
- Dōbutsu Sentai Zyuohger (Eps. 32-33; 2016-2017)
- Dōbutsu Sentai Zyuohgerr: Super Animal War (Eps. 1-2; 2016-2017)
- Kamen Sentai Goraiger (Ep. 1; 2017)
- Power Rangers Dino Force Brave (Eps. 1-12; 2017)
- Uchū Sentai Kyuranger (Eps. 14, 35; 2017-2018)
- Kamen Rider Zi-O (Eps. 1-27; 2018-2019)

#### Películas[49]
- Tensō Sentai Goseiger vs. Shinkenger: Epic on Ginmaku (2011)
- Tokumei Sentai Go-Busters vs. Kaizoku Sentai Gokaiger: The Movie (2013)
- Kaettekita Tokumei Sentai Go-Busters Returns vs. Dôbutsu Sentai Go-Busters (2013)
- Kikaider: The Ultimate Human Robot (2014)
- Shuriken Sentai Ninninger vs. ToQger the Movie: Ninja in Wonderland (2016)
- Come Back! Shuriken Sentai Ninninger: Ninnin Girls vs. Boys FINAL WARS (2016)
- Uchū Sentai Kyuranger the Movie: Geth Indaver Strikes Back (2017)
- Uchū Sentai Kyuranger: Episodio Stinger (2017)
- Kamen Rider Heisei Generations Forever (2018)
- Kamen Rider Zi-O the Movie: Over Quartzer (2019)